# Бромид вольфрама(V)
Бромид вольфрама(V) — неорганическое соединение, соль металла вольфрама и бромистоводородной кислоты с формулой WBr5,
тёмно-коричневые кристаллы,
разлагается в воде.

## Получение
- Действие паров брома на порошкообразный вольфрам:

{\displaystyle {\mathsf {2W+5Br_{2}\ {\xrightarrow {800^{o}C}}\ 2WBr_{5}}}}
- Восстановление хлорида вольфрама(VI) бромистым водородом:

{\displaystyle {\mathsf {2WCl_{6}+12HBr\ {\xrightarrow {T}}\ 2WBr_{5}+Br_{2}+12HCl}}}

## Физические свойства
Бромид вольфрама(V) образует тёмно-коричневые кристаллы, 
растворимые в этаноле, тетрахлорметане, хлороформе, бромоформе, диэтиловом эфире.
Гидролизуется в воде.

## Химические свойства
- Окисляется при нагревании на воздухе:

{\displaystyle {\mathsf {2WBr_{5}+2O_{2}\ {\xrightarrow {T}}\ 2WO_{2}Br_{2}+3Br_{2}}}}
- Разлагается при нагревании в вакууме:

{\displaystyle {\mathsf {2WBr_{5}\ {\xrightarrow {T}}\ 2WBr_{2}+3Br_{2}}}}
- Реагирует с водой:

{\displaystyle {\mathsf {WBr_{5}+H_{2}O\ {\xrightarrow {}}\ WOBr_{3}+2HBr}}}
- Восстанавливается водородом:

{\displaystyle {\mathsf {2WBr_{5}+3H_{2}\ {\xrightarrow {350^{o}C}}\ 2WBr_{2}+6HBr}}}
- Восстанавливается иодистым водородом:

{\displaystyle {\mathsf {2WBr_{5}+5HI\ {\xrightarrow {400^{o}C}}\ 2W+10HBr+I_{2}}}}